# Рычковский
Рычковский — хутор в Суровикинском районе Волгоградской области России. Входит в состав Новомаксимовского сельского поселения.

## История
В «Списке населённых мест Земли Войска Донского», изданном в 1864 году, населённый пункт упомянут как хутор Рычковский в составе юрта станицы Верхне-Чирской Второго Донского округа, при реке Дон, расположенный в 15 верстах от окружной станицы Нижне-Чирской. В Рычковском имелось 86 дворов и проживало 629 жителей (360 мужчин и 269 женщин). Имелась почтовая станция.

Согласно Списку населённых мест Области Войска Донского по переписи 1873 года в населённом пункте насчитывалось 95 дворов и проживало 267 душ мужского и 271 женского пола.

В 1921 году в составе Второго Донского округа включен в состав Царицынской губернии. С 1928 года хутор входил в состав Нижне-Чирского района и являлся административным центром и единственным населённым пунктом Рычковского сельсовета. По состоянию на 1952 год хутор Рычки входил в состав Верхне-Чирского сельсовета Кагановичского района (в 1957 году переименован в Суровикинский). В связи со строительством Цимлянского водохранилища в 1953 году населённый пункт был перенесён на новое место. Согласно списку сельсоветов и населенных пунктов Суровикинского района, на 1 января 1964 года Рычки входили в составе Новомаксимовского сельсовета.

## География
Хутор находится в юго-западной части Волгоградской области, на берегу Цимлянского водохранилища, на расстоянии примерно 38 километров (по прямой) к востоку-юго-востоку (ESE) от города Суровикино, административного центра района. Абсолютная высота — 41 метр над уровнем моря.

Климат классифицируется как влажный континентальный с тёплым летом (согласно классификации климатов Кёппена — Dfa).
Часовой пояс
Хутор Рычковский, как и вся Волгоградская область, находится в часовой зоне МСК (московское время). Смещение применяемого времени относительно UTC составляет +3:00.

## Население
| 2010 |
| ---- |
| 66   |

Гендерный состав
По данным Всероссийской переписи населения 2010 года в гендерной структуре населения мужчины составляли 47 %, женщины — соответственно 53 %.
Национальный состав
Согласно результатам переписи 2002 года, в национальной структуре населения русские составляли 68 %, украинцы — 29 %.

### Известные жители
- Пастухов, Марк Иванович (1915—1982) — машинист турбины Несветайской ГРЭС; Герой Социалистического Труда (1966).

## Транспорт
К юго-востоку от хутора расположен остановочный пункт Рычков, относящийся к Волгоградскому региону Приволжской железной дороги.